# 星空 (映画)
『星空』（ほしぞら、原題：星空、英語題：Starry Starry Night）は、2011年の台湾・中国合作映画。台湾の絵本作家ジミー（幾米）のベストセラー『星空　Starry Starry Night』をトム・リン監督が映画化した。
日本では2012年の大阪アジアン映画祭の特別招待作品として上映されて以降、日本の版権の所在が不明とされていたが、2017年になってようやく劇場公開された。

## キャスト
- シエ・シンメイ（謝欣美）：シュー・チャオ（徐嬌）
- チョウ・ユージエ（周宇傑）：リン・フイミン（林暉閔）
- シンメイの母：レネ・リウ（劉若英）
- シンメイの父：ハーレム・ユー（庾澄慶）
- シンメイの祖父：ケネス・ツァン（曾江）
- ユージエの母：ジャネル・ツァイ（蔡淑臻）
- 教師：シー・チンハン（石錦航）

特別出演
- 成長したシンメイ：グイ・ルンメイ（桂綸鎂）

## スタッフ
- 監督・脚本：トム・リン（林書宇）
- 原作：ジミー（幾米）『星空　Starry Starry Night』（トゥーヴァージンズ刊）
- エグゼクティブプロデューサー：チェン・クォフー（陳國富）
- プロデューサー：ワン・ジョンレイ（王中磊）
- 撮影：ジェイク・ポロック
- 照明：チェン・グァンティン（陳冠廷）
- 美術：ツァイ・ペイリン（蔡佩玲）
- 特殊効果：チャン・ソン（常松）、ワン・ジンプー（老A）、リー・ミンション（李明雄）
- 音楽：world's end girlfriend
- 音響：トー・ドゥージー（杜篤之）
- 主題曲：Mayday（五月天）